# Parafia św. Stanisława Kostki w Jasionce
Parafia św. Stanisława Kostki w Jasionce – parafia rzymskokatolicka znajdująca się w diecezji rzeszowskiej w dekanacie Rzeszów Północ. 
Erygowana w dniu 11 czerwca 1966 roku.
Mieszkańcy parafii:
- mieszkańców - 2036
- wiernych - 2033
- innowierców - 2
- niewierzących - 1